# Stàroie Ràtovo
Stàroie Ràtovo (en rus: Старое Ратово) és un poble de l'óblast de Vladímir, a Rússia, segons el cens del 2010 tenia 170 habitants. Pertany al districte municipal de Múrom.